# Lucid Dreams (EP)
Lucid Dreams es el primer EP de la banda estadounidense Tribe Society. Fue lanzado el 22 de junio de 2015, en los Estados Unidos, a través de Island Records. Este EP lanza su primer sencillo "Kings" en 3 de marzo de 2015. 
En abril de 2016, publicó nuevamente su EP agregando una canción llamada "Outta My System".

## Lista de canciones
| N.º | Título                          | Duración |  |
| 1.  | «Kings»                         | 3:37     |  |
| 2.  | «Ego»                           | 3:33     |  |
| 3.  | «Lucid Dreams»                  | 3:46     |  |
| 4.  | «Outlaws»                       | 4:11     |  |
| 5.  | «Pain Told Love» (Feat. Kiesza) | 4:55     |  |

Relanzamiento

Todas las canciones escritas y compuestas por Tribe Society. 
| N.º | Título            | Duración |  |
| 6.  | «Outta My System» | 3:59     |  |